# Bausch & Lomb Championships 2008
Amelia Island Championships 2008 - жіночий тенісний турнір, що проходив на кортах з ґрунтовим покриттям у Racquet Park Amelia Island Plantation на острові Амелія (США). Належав до турнірів 2-ї категорії в рамках Туру WTA 2008. Відбувсь удвадцятьдев'яте і тривав з 7 до 13 квітня 2008 року. Загальний призовий фонд турніру становив US$600,000. Перша сіяна Марія Шарапова здобула титул в одиночному розряді й отримала 95,5 тис. доларів США.

## Фінальна частина

### Одиночний розряд
Марія Шарапова —  Домініка Цібулкова, 7–6(9–7), 6–3
- Для Шарапової це був третій титул за сезон, 19-й - за кар'єру, і перший на ґрунтовому покритті.

### Парний розряд
Бетані Маттек-Сендс /  Владіміра Угліржова —  Вікторія Азаренко /  Олена Весніна, 6–3, 6–1